# العلوم والتكنولوجيا في الفلبين

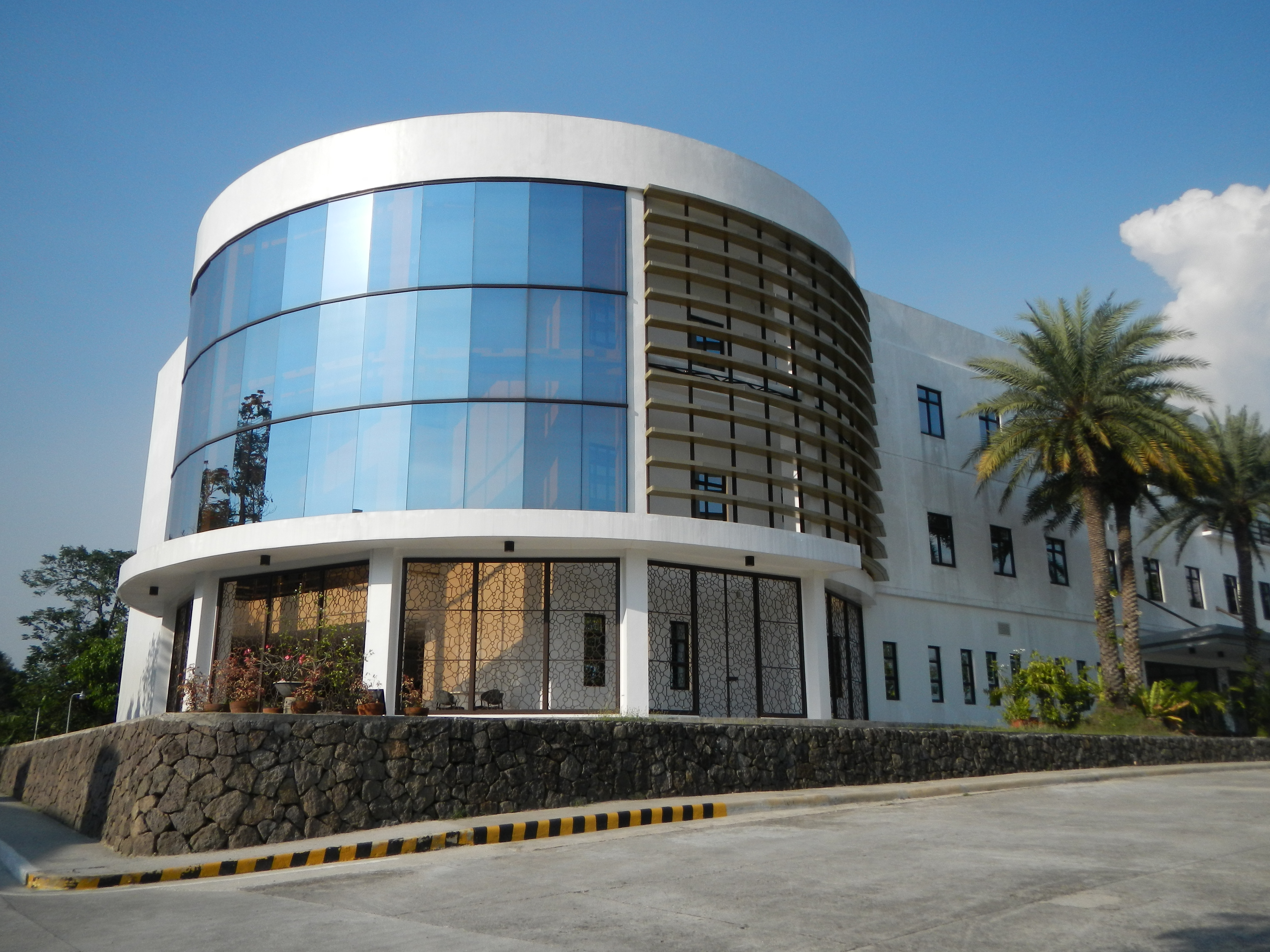

يصف العلم والتكنولوجيا في الفلبين التقدم العلمي والتكنولوجي الذي حققتهُ الفلبين، ويبحث في القضايا السياسية التي تتعلق به وتحللها. إن الجهة الادارية المسؤولة عن إدارة العلوم والتكنولوجيا (إس آند تي)، هي قسم العلوم والتكنولوجيا (دي. أو. إس. تي). وهناك أيضًا مديريات فرعية محلية للأبحاث الحرجية وللزراعة وتربية الأحياء المائية، ولصناعة المعادن، والأبحاث النووية، وللغذاء والتغذية، والصحة، والأرصاد الجوية، والبراكين، وعلم الزلازل.
ومن بين الرجال والنساء الذين قدموا إسهامات في العلوم، برز في ديل موندو في مجال طب الاطفال، وإدواردو كويسمبينغ في مجال علم تصنيف النباتات، وغافينو ترونو في مجال علم الطحالب، وماريا أوروزا في مجال تكنولوجيا الغذاء.
حلت الفلبين في المرتبة 56 في مؤشر الابتكار العالمي عام 2023، متقدمة من المرتبة 100 عام 2014. وتقدّمت للمركز 53 في مؤشر عام 2024.

## التاريخ

### ما قبل فترة الاستعمار
كان مواطنو الأرخبيل الأصليين سبّاقين إلى استخدام وممارسة كل ما يتعلق بالعلوم والتكنولوجيا؛ حتى قبل استعمار الإسبان للجزر الفلبينية. عَرف الفلبينيون مسبقًا الخصائص الطبية والعلاجية للنبات وطرق استخلاص الأدوية من الأعشاب. وكانوا قد استخدموا بالفعل أبجديةً، ونظامًا رقميًا، ونظامًا للوزن والقياس، وتقويمًا. عمِلَ الفلبينيون من قبل في الزراعة وبناء السفن والتعدين والنسج.
ويُظهر نقش الطبق النحاسي لاغونا استخدام الرياضيات في المجتمعات الفلبينية السابقة لعصر الاستعمار. ويتبين وجود نظام دقيق لقياس الأوزان عبر استخدام القياس الدقيق للذهب، وتظهر معرفتهم ببدايات علم الفلك من خلال تحديد اليوم بدقة خلال الشهر وفقًا لأطوار القمر.
وقد أظهر بناء السفن تفكيرًا هندسيًا واحترافية في صنع الانحناءات، والتجاويف، والتناسب الملائم بين عرض السفينة وطولها لضمان كفاءة الإبحار. ويبدو أن القيام بممارسة بناء ما يصل إلى اثنتي عشر سفينة وزورقًا لتتناسب أحجامها مع بعضها البعض بحيث يمكن وضعها داخل بعضها البعض، لا يختلف كثيرًا عن دمى ماتريوشكا والتي تحتوي بعضها بعضًا، ومن الممكن تقديمها على أنها استعراض خشبي كبير ثلاثي الأبعاد لمجموعة سفن ولواحق فرعية متعددة وتراتبية.
ومن بين الإبداعات الهندسية المتطورة تتجلّى مصاطب أرز باناوي من قبل الفلبينيين وذلك قبل العهد الاسباني.

### فترة الاستعمار الاسباني
ساهم استعمار الفلبين في نمو العلوم والتكنولوجيا في هذا الأرخبيل. أدخلت إسبانيا التعليم الرسمي وأسست لمنشآت علمية. وذلك خلال الأعوام المبكرة من حكم الإسبان في الفلبين. أُنشِئت مدارس الأبرشيات حيث دُرّسَ فيها الدين والقراءة والكتابة وعلوم الحساب والموسيقى. ودُرّسَت للسكان المحليين مبادئ الصحة العامة وأساليبًا زراعية أكثر تقدمًا.
أسس الإسبان لاحقًا الكليات والجامعات في الأرخبيل من ضمنها جامعة القديس طوماس.
وقد أظهرت روايات الرهبان الإسبان في فترة ثمانينيات القرن السادس عشر أن علم الفلك كان معروفًا ومستخدمًا بالفعل. كما تظهر التقارير أسماء الكواكب المحلية، مثل موروبورو لكوكبة الثريا (عنقود نجمي)، والبالاتيك لكوكبة الدب الأكبر وغيرها الكثير.
ذكر إسحق نيوتن إشارة صريحة إلى الفلبين في مؤلفه الكلاسيكي الأصول الرياضية للفلسفة الطبيعية في عام1687، من خلال ذكر الاسم البطلمي القديم للفلبين؛ «ليوكونيا».
أعطيت دراسة الطب في الفلبين أولوية في العهد الإسباني، وخاصة في السنوات المتأخرة. كما ساهم الإسبان أيضًا في مجال الهندسة في الجزر من خلال تشييد المباني الحكومية، والكنائس، والطرق، والجسور، والحصون. وقد تم التركيز على علم الأحياء. وكان المساهمون في العلوم في الأرخبيل خلال القرن التاسع عشر من علماء النبات، الأب إغناسيو ميركادو، والدكتور ترينيداد باردو دو تافيرا، والدكتور ليون ما غيريرو، والكيميائي أناكلينتو ديل روزاريو، وعلماء الطب الدكتور مانويل غيريرو، والدكتور خوسيه مونتيز والدكتور إلروداريو ميركادو.
وقد ساهمت تجارة الجاليون -السفن الشراعية الكبيرة متعددة الطوابق- في الاقتصاد الاستعماري الفلبيني. وكانت السلطات الاستعمارية الإسبانية قد منحت التجارة مزيدًا من التركيز نظرًا لإمكانية تحصيل الأرباح الكبيرة. أما من ناحية أخرى فقد أُهملت الزراعة والتنمية الصناعية نسبيًا. وشهد افتتاح قناة السويس تدفق الزوار الأوروبيين إلى المستعمرة الإسبانية، وتمكن بعض الفلبينيين من الدراسة في أوروبا الذين ربما تأثروا بالتطور السريع للأفكار العلمية التي جاءت من قبل عصر التنوير.

### الحقبة الأمريكية وما بعد عصر الكومنولث
استمر تقدم العلوم والتكنولوجيا في الفلبين تحت الحكم الأمريكي. أنشأت اللجنة الفلبين في 1 يوليو1901، مكتب المختبرات الحكومية الذي وُضِع تحت سلطة وزارة الداخلية. وحل المكتب مكان مختبر البلدية، التي كانت قد أُنشئت في عهد الاستعمار الإسباني. وتناول المكتب دراسة الأمراض الاستوائية وأبحاث المختبرات. في 26 أكتوبر 1905، استبدل مكتب المختبرات الحكومية بمكتب العلوم، وفي 8 ديسمبر 1933، تأسس المجلس الفلبيني القومي للأبحاث، وأصبح مكتب العلوم المركز البحثي الرئيسي في الفلبين حتى الحرب العالمية الثانية.
وكان العلم خلال الفترة الأمريكية يميل إلى الزراعة، ومعالجة الأغذية، والطب، والصيدلة. ولم يتم التركيز بشكل كبير على تطوير التكنولوجيا الصناعية بسبب سياسة التجارة الحرة مع الولايات المتحدة التي غذت الاقتصاد الموجه نحو الزراعة والتجارة.
وفي عام 1946 حل معهد العلوم مكان مكتب العلوم. وظهر في تقرير استطلاعي للاقتصاد الأمريكي في الفلبين في عام 1950، أنه كان هناك نقص في المعلومات الأساسية التي كانت ضرورية لصناعات البلاد، ونقص الدعم للبحث العلمي، وانخفاض رواتب العلماء الذين تستخدمهم الحكومة. وفي العام 1958، أصدر الكونغرس الفلبيني قانون العلوم، الذي ينص على إنشاء المجلس الوطني لتطوير العلوم.

### عهد ماركوس، والأحكام العرفيّة
ازدادت الأهمية الموكلة للعلم خلال فترة رئاسة فرديناند ماركوس، وفي دستور الفلبين المعدل لعام 1973، المادة الخامس عشر، الفصل التاسع، أعلن أن «النهوض بالعلم والتكنولوجيا له أولوية في التنمية الوطنية». وقد سنّ العديد من القوانين التي تعزز العلم والتكنولوجيا في فترتي ولايته الرئاسية مع الأحكام العرفية.
وأعلن في خطاب حالة الأمة الثاني في 23 يناير1967، أن العلوم ضرورية لبرامج التنمية، ومن ثم، وجه وزارة التعليم إلى إعادة تنشيط الدورات العلمية في المدارس الثانوية العامة. تقوم وزارة التعليم، بالتعاون مع المجلس الوطني لتنمية العلوم؛ بتنظيم مشروع لتزويد مدارس ثانوية محددة بمعدات تدريس العلوم على مدى أربع سنوات.
وأدرك خطاب حالة الأمة الثالث في 2 يناير 1968، بأن التكنولوجيا هي العامل الرئيسي في التنمية الاقتصادية، كما وجه أموالًا إضافية لدعم مشاريع العلوم التطبيقية وتعليم العلوم.
وأعطى في خطاب حالة الأمة الرابع في 27 يناير 1969، جزءًا كبيرًا من صندوق أضرار الحرب للجامعات الخاصة لتشجيعها على إنشاء دورات في العلم والتكنولوجيا والبحث. وذكر بأنه يخطط لتنفيذ مشروع يقضي بأن يقوم الأطباء المقيمون بجولة في المستشفيات الإقليمية لنشر الوعي الاجتماعي والحد من «هجرة العقول». وفي 6 أبريل 1968، أعلن عن 35 هكتارًا في بيكوتان، وتاغيج، وريزال، كمواقع لمجتمع العلوم الفلبيني. كما نظمت الحكومة حلقات دراسية لمعلمي المدارس الثانوية العامة والخاصة ومدرسي كليات العلوم، وأقامت برامج تدريبية، ومنح دراسية لطلاب الدراسات الجامعية، وورشات عمل حول علم المحيطات ومصائد الأسماك.
في خطاب حالة الأمة الخامس في 26 يناير 1970، أكد على أن رفع مستوى المناهج العلمية ومعدات التدريس أمر حاسم لبرنامج تطوير العلوم. ألحق معهد أبحاث جوز الهند الفلبيني بمعهد أبحاث (إن. إس. دي. بي) لتطوير صناعة جوز الهند. كما أنشأ المجلس معهد أبحاث النسج الفلبيني. واستكشفت لجنة الطاقة الذرية الفلبينية التابعة لهيئة التنمية المستدامة في الفلبين، استخدامات الطاقة الذرية لأغراض التنمية الاقتصادية. وساعد ماركوس 107 مؤسسات في الاضطلاع بأعمال الطاقة النووية عن طريق إيفاده للعلماء للخارج لدراسة العلوم والتكنولوجيا النووية، وتأمين التدريبات الأساسية ل 482 عالم، وطبيب، ومهندس، وتقني.
وتحدث في خطاب حال الأمة السابع في 24 يناير 1972، عن مشاريعه التنموية الرئيسية في إصلاح قطاعات التعليم. وتشمل هذه المشاريع مدارس البحث والتطوير، والمعاهد التقنية، ومراكز تعليم العلوم، والكليات الزراعية، والمدارس الثانوية المهنية.
وأنشأ في عام 1972، الهيئة الوطنية للحبوب من أجل تطوير صناعة الأرز والذرة لتسخير هذه الهيئة بالكامل من أجل اقتصاد البلد. (المرسوم الرئاسي رقم 4 عام 1972). أنشأ المجلس الفلبيني للبحوث الزراعة والغابات ومصائد الأسماك في البلاد. وقد أرفقت هذه اللجنة بوزارة الزراعة والموارد الطبيعية لأهداٍف إدارية. وقدم المزيد من الدعم لتعزيز البحث العلمي والاختراع في المرسوم الرئاسي رقم 49، 1972. ويتضمن هذا المرسوم تفاصيل عن حماية الملكية الفكرية لمنشئ العمل أو ناشره.